# 岩鲤两极虫
岩鲤两极虫（学名：Myxidium procyprisi）为两极科两极虫属的动物。在中国，分布于四川等，营寄生生活，寄生在岩原鲤的肾。